# Aleksei Bach
Aleksei Nikolaevici Bach (în limba rusă:Алексей Николаевич Бах, numele la naștere - Abram Litmanovici Bak n. 17 martie [S.V. 5 martie] 1857 Zolotonoșa, Ucraina, Imperiul Rus - d. 13 mai 1946 Moscova, Rusia, Uniunea Sovietică) a fost un biochimist sovietic, evreu lituanian ca  origine, membru al Academiei de Științe a URSS. 
Este considerat întemeietorul școlii sovietice de biochimie.
Pentru activitatea sa științifică i s-au decernat Premiul Lenin (1926), Premiul Stalin (1941) și titlul de Erou al Muncii Socialiste (1945).
În tinerețe a fost militant in cadrul mișcării narodnice și a Partidului Socialist Revoluționar rus.

## Biografie

### Copilărie și tinerețe
Conform surselor biografice oficiale, Aleksei Bach s-a născut sub numele Abram (Avraam) Litmanovici Bak într-o familie de evrei în târgușorul Zolotonoșa din gubernia Poltava din Ucraina, care era in acea vreme parte a Imperiului Rus. Tatăl său, originar din districtul Șauliai din gubernia Kovno (Kaunas) din Lituania, era tehnician în domeniul producției de vinuri. După alte izvoare , s-ar fi născut nu în Ucraina, ci în Lituania, în târgușorul Laijevo din districtul Șauliai din gubernia Kovno sub numele Abel (Avram) Litmanovici Bak și era al cincilea copil al părinților săi, Litman Abramovici Bak și Roda Bak. Copilăria și-a petrecut-o la Borispil, districtul Pereieslav, în gubernia Poltava, unde familia s-a mutat când era mic.
Tatăl a stimulat pasiunea fiului pentru știință. Între 1867-1875 Bak a studiat la Gimnaziul clasic nr.2 din Kiev, apoi, din 1875 a fost admis la secția de științele naturale a facultății de fizică și matematică a Universității din Kiev.
După arestarea unui student suspect de participare la un atentat împotriva unui procuror din Kiev, Bach s-a aflat in centrul unor tulburări studențești, după care treizeci de studenți, între care și Bak, au fost excluși din universitate, cu interdicția de a fi admiși vreme de trei ani în alte instituții de învățământ. Bak a fost surghiunit vreme de peste trei ani și jumătate (1878-1881)- mai întâi la Belozersk, în gubernia Novgorod, apoi la Novomoskovsk, regiunea Dnepropetrovsk, și. la urmă, transferat din motive de boală, la Bahmut, în  regiunea Ekaterinoslav.
În ianuarie 1882 s-a întors la Kiev și a reluat studiile la universitate. Numai că în februarie 1893 a abandonat studiile pentru activitatea politică subterană în organizația de stânga Narodnaia Volia. Pentru a-și îndeplini mai bine misiunile de agitație revoluționară în rândurile poporului, Bak s-a convertit la creștinismul ortodox și și-a schimbat numele și pronumele în Aleksei Nikolaievici Bach.
Și-a petrecut o vreme dând prelegeri proletarilor , propovăduind ideile socialiste. Pe baza acestor lecții a scris cartea „Țarul-foamete” (1883, 1903, 1905-1907 și 1917 - apărută la urmă sub titlul de „Eseuri economice”) 
În iulie 1883 fiind căutat de poliție pentru difuzarea cărții sale, a fost nevoit să se ascundă la Iaroslavl sub numele fals Semion Andreievici Vașcenko. A continuat apoi în anii 1883-1884 activitatea ilegală la Kazan, Harkov, Rostov pe Don, St.Petersburg și in CaucazÎn februarie 1884  a participat la o întâlnire secretă a narodnicilor veterani cu cei tineri, iar în aprilie, împreună cu S.Ivanov, a înființat la la Rostov pe Don o tipografie clandestină.

### Anii de exil
În martie 1885 după ce a izbutit să scape de un arest iminent, Bach a fost nevoit să părăsească Rusia.  A trăit ca emigrant în Franța unde a lucrat înte anii 1890-1917 ca redactor la revista științifică „Moniteur Scientifique”.
În anii 1890-1894 a lucrat în laboratorul profesorului Paul Schützenberger (1829-1897) de la Collége de France. Acesta a citat una din cercetările sale într-un expozeu prezentat Academiei de Științe a Franței. 
În 1891-1892 s-a aflat într-o călătorie de studiu în Statele Unite pentru a aplica în distileriile din Chicago o metodă ameliorată de fermentație. 
Apoi a plecat în Elveția, unde s-a concentrat mai ales în cercetările asupra oxidării. Primele articole științifice le-a publicat în anul 1893.
În vara anului 1890 s-a însurat cu Alexandra Alexandrovna Cerven-Vodali, (1867-1950), în trecut profesoară și studentă la medicină, fiica unui moșier moldovean din Chișinău și a soției englezoaice a acestuia.
În 1894 s-au stabilit la Geneva, unde într-un laborator amenajat in apartamentul sau, Bach a efectuat cercetări mai ales în domeniul respirației celulare. 
În anii următori Bach a efectuat și publicat la Geneva noi cercetări în domeniul respirației celulare sub îndrumarea profesorilor Robert Chodat și Amé Pictet.
În anii 1900-1901 Bach a luat parte la negocierile pentru fondarea Partidului Socialist Revoluționar din Rusia (cunoscut ca „eseri”) dar a aderat la acest partid abia în anul 1905, când a fost ales secretar al comitetului acestuia din străinătate. În 1909-1911 a stat în fruntea comisiei de anchetă a eserilor în legătură cu circumstanțele și consecințele activității agentului dublu Evno Azef.

### După întoarcerea în Rusia
După izbucnirea Primului Război Mondial Bach s-a numărat printre cei care au susținut necesitatea efortului de război pentru apărarea patriei.
La 25 mai 1917 împreună cu soția, Bach a revenit de la Geneva în Rusia. La 18 iunie a ajuns la Petrogradul aflat în plină agitație revoluționară.
În anul 1918 s-a rupt de socialiștii revoluționari și a organizat Laboratorul Central de Chimie de pe lângă Sovietul Suprem al Economiei Naționale al Rusiei Sovietice. (VSNH), care în anul 1931 și-a schimbat numele în Institutul de Fizico-chimie L.I.Karlov. Bach a fost directorul acestei instituții științifice până la sfârșitul vieții. La sfârșitul anului 1920 A. N.Bach a inițiat crearea Institutului Biochimic al Comisariatului Poporului pentru Sănătate, cu accentul pe latura medicală. În 1936 din inițiativa sa s-a înființat jurnalul sovietic „Biohimia”, prima revista de biochimie din U.R.S.S iar Bach a fost redactorul acestuia.
În 1927 Bach a fost ales membru plenar al Academiei de Științe a U.R.S.S. După 1928  Bach a condus biroul central al VARNITSO - „Asociația pan-unională a lucrătorilor din știință și tehnică participanti activ la construirea socialismului în U.R.S.S.”, la a cărei înființare a participat, și care a funcționat ca asa zisa organizatie voluntară până în 1939.
În 1935 împreună cu Alexandr Oparin Bach a organizat Institutul de Biochimie al Academiei de Științe al U.R.S.S, devenind directorul acestuia. După 1944 Institutul i-a purtat numele.
Din 1932 a îndeplinit și funcția de președinte al Societății unionale de chimie „D.I. Mendeleev”. In anii 1939-1945 Bach a fost în calitate de academician, secretarul secției de științe chimice al Academiei de Științe al U.R.S.S.
Ca decanul de vârstă al membrilor Academiei de Științe în 1939 a propus alegerea lui Stalin a membru de onoare al Academiei:
„„Noi, reprezentanții științei din țara noastră, care a fost înălțată de către Lenin și Stalin pe culmi fără precedent, am socoti o mare cinste și onoare de a număra numele îndrăgit și apropiat, al lui Stalin, somitate pentru toți savanții din lume, în rândurile membrilor de onoare ai Academiei de Științe””
Ca decan de vârstă al deputaților Sovietului Suprem al URSS  lui Bach i s-a acordat cinstea de a deschide prima sesiune a Sovietului unional din 12 ianuarie 1938. Din 1940 Bach a fost numit și președinte al Comitetului de decernare a Premiilor Stalin în domeniul științei  
În anii Marelui Război pentru Apărarea Patriei Bach a fost transferat la Borovoie in Kazahstan și apoi, la Frunze, in Kirghistan.

Alexei Bach a murit la vârsta de 90 ani la 13 mai 1946. el a fost înmormântat la cimitirul Novodevicie din Moscova.

## Contribuții
A adus contribuții importante în domeniul mecanismului de oxidare celulară.
Este autorul teoriei peroxizilor a proceselor de oxigenare lentă (cunoscută ca teoria Bach-Engler) conform căreia oxigenul din aer oxidează compușii ușor oxidabili, formând cu aceștia peroxizi cu rol de fermenți (oxigenaze), iar peroxizii, sub influența unor fermenți (peroxidaze), pot ceda mai departe oxigenul și altor compuși.
În 1935  a pus bazele, împreună cu Aleksandr Oparin, Institutului de Biochimie al Academiei de Științe a URSS.
Până astăzi sunt aplicate  rezultate ale unora din cercetările sale în biotehnologia modernă, ca de exemplu in fabricarea pâinilor, a ceaiului, a tutunului, a berii, uscarea inului și săratul peștilor.
Între elevii săi s-au numărat academicienii V. A. Enghelgardt, A. I. Oparin, A. L. Kursanov, Η. M. Sisakian, A. E. Braunștein.

## Viața privată
- Un nepot de soră al lui A.N.Bach a fost igienistul și epidemiologul sovietic Zahari Grigorievici Frenkel, membru al Academiei de Științe Medicale. Fratele mai mare al acestuia, Iakov Grigorievici Frenkel (   - 1936) a fost in tinerețe narodnic si implicat împreună cu A.N.Bach în „procesul 21”

Sora lor, Ievghenia Grigorievna Levițkaia, născută Frenkel (1880-1961), redactoare literară la editura „Moskovski rabocii”, a fost una din primii lectori ai romanului Donul liniștit de Mihail Șolohov și a făcut posibilă publicarea acestuia. Ea s-a aflat apoi într- o corespondență de mulți ani cu scriitorul, care i-a dedicat nuvela Soarta unui om (Sudba celoveka). Soțul ei a fost revoluționarul Konstantin Osipovici Levițki (1868-1919) iar fiica lor, Margarita a fost căsătorită cu inginerul militar Ivan Terentievici Kleimionov.
Aleksei Bach a avut trei fiice:Lidia (n.1893), Natalia și Irina.
- Fiica lui Bach, Natalia Alekseevna Bach (1895-1979) , elevă a lui Alexandr Frumkin, a fost chimistă, șefă a secției de chimia radiațiilor de la Institutul de electrochimie al Academiei de Știinte a U.R.S.S., profesoară la Universitatea de Stat din Moscova.
- O altă fiică a sa, istoricul Irina Alekseevna Bach-Balahovskaia (1901-1991) a lucrat la Institutului de marxism-leninism, și a fost soția biochimistului prof.Serghei Danilovici Balahovski de la Institutul de medicină nr.3 din Moscova, laureat al premiului Stalin, nepotul de soră al filozofului existențialist Lev Șestov și fiu al fabricantului de zahăr și mecenatului Daniil Grigorievici Balahovski. 
  - Nepoții: biochimistul Igor Sergheievici Balahovski (n.1925), profesor de fizica sistemelor vii la Institutul fizico-tehnis din Moscova, președinte al Societății științifice a medicilor de laborator din Moscova și inginerul și inventatorul Serghei Sergheievici Balahovski (n.1927)
- Cumnatul său, fratele soției sale, notarul Aleksandr Cerven-Vodali, a fost membru al Partidului Democrat Constitutional (Cadeții) din Rusia și ministru de interne în guvernul amiralului Kolceak în vremea Războiul Civil din Rusia, și a fost executat în anul 1920 în Siberia de către bolșevici.

## Premii și onoruri
- 1917 - doctor honoris causa al Universității din Lausanne
- 1926 - Premiul Lenin
- 1927 - Membru al Academiei de Științe a U.R.S.S.
- 1928 - membru al Academiei Leopoldina din Berlin
- 1929 - Ordinul Steagului Roșu al Muncii
- 1937, 1943, 1944, 1945 - Ordinul Lenin
- 1941 - Premiul Stalin, clasa I
- 1943 - Membru de onoare al Societătii regale de chimie din Londra
- 1943 - Membru de onoare al Societății Americane de Chimie
- 1945 Erou al Muncii Socialiste al U.R.S.S.
- 1945 - Medalia „Secera și Ciocanul”

## In Memoriam
- 1944 - Institutul de biochimie al Academiei de Știinte a  Rusiei se numește după el
- Străzi in memoria sa au fost numite la Bișkek, in Kirghizstan (unde a trăit în anii războiului antihitlerist)

în raionul Dneprovsk din Kiev, la Zolotonoșe, in orașul Dnepr - raionul Sobornâi, la Nijni Novgorod, la Berdiansk etc 
- Numele lui Alexei Bach a fost dat și unui vapor de pasageri pe Volga și unui mic tanker marin din flota sovietică din Pacific
- 1957 - Cu ocazia centenarului nașterii sale Poșta U.R.S.S a emis o marcă poștală cu portretul său.
- 1957 - Pe casa nr. 33 de pe Leninski Prospekt din Moscova, unde a domiciliat, a fost fixată o placuță memorială.

## Scrieri
- Țar-golod (Țarul Foamete )
- 1931 II Memorii - ed. Zapiski narodovolța (Însemnările unui narodnic)